# Ambasada Stanów Zjednoczonych w Dosze
Ambasada Stanów Zjednoczonych w Dosze (ang. The Embassy of the United States in Doha, arab. ‏سفارة الولايات المتحدة في الدوحة‎) – misja dyplomatyczna Stanów Zjednoczonych Ameryki w Państwie Katar.

## Historia
Stany Zjednoczone uznały niepodległość Kataru 5 września 1971 (dwa dni po jej ogłoszeniu), za prezydentury Richarda Nixona. 19 marca 1972 oba państwa nawiązały stosunki dyplomatyczne. Tego samego dnia ambasador Stanów Zjednoczonych w Kuwejcie, akredytowany również w kilku innych krajach regionu, złożył władzom katarskim listy uwierzytelniające.
Ambasadę Stanów Zjednoczonych w Dosze otworzono 24 lutego 1973. 22 sierpnia 1974 listy uwierzytelniające złożył pierwszy amerykański ambasador rezydujący w Dosze.

## Szefowie misji
jeżeli nie zaznaczono inaczej w randzie ambasadora
- William A. Stoltzfus (1972 - 1973) ambasador Stanów Zjednoczonych w Kuwejcie
- John T. Wheelock (1973 - 1974) chargé d’affaires
- Robert Peter Paganelli (1974 - 1977)
- Andrew Ivy Killgore (1977 - 1980)
- Charles E. Marthinsen (1980 - 1983)
- Charles Franklin Dunbar (1983 - 1985)
- Joseph Ghougassian (1985 - 1989)
- Mark Gregory Hambley (1989 - 1992)
- Kenton Wesley Keith (1992 - 1995)
- Patrick Nickolas Theros (1995 - 1998)
- Elizabeth Davenport McKune (1998 - 2001)
- Maureen E. Quinn (2001 - 2004)
- Chase Untermeyer (2004 - 2007)
- Joseph Evan LeBaron (2008 - 2011)
- Susan L. Ziadeh (2011 - 2014)
- Dana Shell Smith (2014 - 2017)
- Mary Catherine Phee (2018) niezatwierdzona przez Senat
- William Grant (2018 - 2020) chargé d’affaires[2]
- Timmy T. Davis (2022 - nadal)[3]